# 임성근 (축구 선수)
임성근 (林聖根, 1963년 10월 1일 ~ )은 축구 선수출신 교사이다. 현역 시절 포지션은 미드필더였다.

## 클럽 경력
1987년 럭키금성 황소에 입단했다. 1987년 4월 5일 현대 호랑이와의 경기에서 1득점을 기록했다.

## 은퇴 이후
1987 시즌을 마친 뒤 부상으로 인해 현역 선수에서 은퇴했다.
축구 선수를 은퇴한 이후 1989년 연초중학교에 생물 교사로 부임하면서 교직생활을 하고 있다. 이후 2017년에 연초중학교에서 근무하고 있는 것이 확인되었다